# Eleições autárquicas de 2021 em Évora
As eleições autárquicas de 2021 serviram para eleger os diferentes órgãos do poder local autárquico do concelho de Évora.
A Coligação Democrática Unitária, com Carlos Pinto de Sá a candidatar-se novamente, conseguiu manter a presidência da Câmara nas eleições mais disputadas do concelho. Os comunistas venceram com uma vantagem inferior a 300 votos, obtendo 27,4% dos votos e 2 vereadores.
O Partido Socialista falhou a reconquista de uma Câmara que foi socialista entre 2001 a 2013, ficando a poucos votos de tal feito ao obter 26,3% dos votos e 2 vereadores.
Por fim, a coligação PSD-CDS-PPM-MPT conseguiu 19,1% dos votos e 2 vereadores, enquanto a surpresa das eleições foram os 12,7% conseguidos pela aliança Nós, Cidadãos e Reagir Incluir Reciclar que se traduziu na eleição de 1 vereador.

## Candidatos
| Lista | Lista                          | Candidato              |
| ----- | ------------------------------ | ---------------------- |
|       | Coligação Democrática Unitária | Carlos Pinto de Sá     |
|       | Partido Socialista             | José Calixto           |
|       | PSD-CDS-PPM-MPT                | Henrique Sim-Sim       |
|       | Bloco de Esquerda              | Raul Rasga             |
|       | CHEGA                          | Carlos Magno Magalhães |
|       | NC-RIR                         | Florbela Fernandes     |

## Resultados Oficiais
Os resultados nas eleições autárquicas de 2021 no concelho de Évora para os diferentes órgãos do poder local foram os seguintes:

### Câmara Municipal
| Partido                 | Partido                        | Votos  | %               | +/-   | Vereadores | +/-     |
| ----------------------- | ------------------------------ | ------ | --------------- | ----- | ---------- | ------- |
|                         | Coligação Democrática Unitária | 6 413  | 27,44 / 100,00  | 13,08 | 2 / 7      | 2       |
|                         | Partido Socialista             | 6 140  | 26,27 / 100,00  | 0,12  | 2 / 7      | Estável |
|                         | PSD-CDS-PPM-MPT                | 4 458  | 19,07 / 100,00  | -     | 2 / 7      | -       |
|                         | NC-RIR                         | 2 972  | 12,71 / 100,00  | Novo  | 1 / 7      | Novo    |
|                         | CHEGA                          | 1 591  | 6,81 / 100,00   | Novo  | 0 / 7      | Novo    |
|                         | Bloco de Esquerda              | 888    | 3,80 / 100,00   | 0,99  | 0 / 7      | Estável |
| Votos Inválidos         | Votos Inválidos                | 912    | 3,90 / 100,00   | 1,49  |            |         |
| Total                   | Total                          | 23 374 | 100,00 / 100,00 |       | 7 / 7      |         |
| Eleitorado/Participação | Eleitorado/Participação        | 46 895 | 49,84 / 100,00  | 0,94  |            |         |

### Assembleia Municipal
| Partido                 | Partido                        | Votos  | %               | +/-   | Deputados | +/-     |
| ----------------------- | ------------------------------ | ------ | --------------- | ----- | --------- | ------- |
|                         | Partido Socialista             | 6 170  | 26,40 / 100,00  | 1,16  | 6 / 21    | 1       |
|                         | Coligação Democrática Unitária | 5 825  | 24,92 / 100,00  | 11,26 | 6 / 21    | 3       |
|                         | PSD-CDS-PPM-MPT                | 4 527  | 19,37 / 100,00  | -     | 4 / 21    | -       |
|                         | NC-RIR                         | 3 038  | 13,00 / 100,00  | Novo  | 3 / 21    | Novo    |
|                         | CHEGA                          | 1 735  | 7,42 / 100,00   | Novo  | 1 / 21    | Novo    |
|                         | Bloco de Esquerda              | 1 124  | 4,81 / 100,00   | 1,09  | 1 / 21    | Estável |
| Votos Inválidos         | Votos Inválidos                | 954    | 4,08 / 100,00   | 1,59  |           |         |
| Total                   | Total                          | 23 373 | 100,00 / 100,00 |       | 21 / 21   |         |
| Eleitorado/Participação | Eleitorado/Participação        | 46 895 | 49,84 / 100,00  | 0,94  |           |         |

### Juntas de Freguesia
| Partido                 | Partido                        | Votos  | %               | +/-   | Presidentes | +/-     | Vereadores | +/-  |
| ----------------------- | ------------------------------ | ------ | --------------- | ----- | ----------- | ------- | ---------- | ---- |
|                         | Partido Socialista             | 6 782  | 29,02 / 100,00  | 1,90  | 7 / 12      | 1       | 42 / 100   | 1    |
|                         | Coligação Democrática Unitária | 5 622  | 24,06 / 100,00  | 10,59 | 2 / 12      | 3       | 29 / 100   | 11   |
|                         | PSD-CDS-PPM-MPT                | 4 199  | 17,97 / 100,00  | -     | 1 / 12      | -       | 12 / 100   | -    |
|                         | NC-RIR                         | 2 813  | 12,04 / 100,00  | Novo  | 0 / 12      | Novo    | 6 / 100    | Novo |
|                         | CHEGA                          | 1 520  | 6,50 / 100,00   | Novo  | 0 / 12      | Novo    | 3 / 100    | Novo |
|                         | Bloco de Esquerda              | 954    | 4,08 / 100,00   | 1,12  | 0 / 12      | Estável | 0 / 100    | 2    |
|                         | Grupo de Cidadãos              | 544    | 2,33 / 100,00   | 1,05  | 2 / 12      | 1       | 8 / 100    | 3    |
| Votos Inválidos         | Votos Inválidos                | 935    | 4,00 / 100,00   | 2,03  |             |         |            |      |
| Total                   | Total                          | 23 369 | 100,00 / 100,00 |       | 12 / 12     |         | 100 / 100  | 2    |
| Eleitorado/Participação | Eleitorado/Participação        | 46 895 | 49,83 / 100,00  | 0,93  |             |         |            |      |

## Resultados por Freguesia

### Câmara Municipal
| Freguesia                                   | %     | %     | %                  | %       | %    | %    | Votantes |
| Freguesia                                   | CDU   | PS    | PSD- CDS- PPM- MPT | NC- RIR | CH   | BE   | Votantes |
| ------------------------------------------- | ----- | ----- | ------------------ | ------- | ---- | ---- | -------- |
| Freguesia                                   |       |       |                    |         |      |      | Votantes |
| Bacelo e Senhora da Saúde                   | 26,23 | 25,70 | 19,18              | 13,90   | 6,96 | 4,08 | 7 690    |
| Canaviais                                   | 24,93 | 30,28 | 16,26              | 13,21   | 7,32 | 3,79 | 1 476    |
| Évora                                       | 24,44 | 18,60 | 27,51              | 13,71   | 6,73 | 4,50 | 2 021    |
| Malagueira e Horta das Figueiras            | 26,48 | 22,65 | 21,18              | 14,40   | 7,50 | 4,14 | 8 471    |
| N.S. da Tourega e N.S. de Guadalupe         | 45,09 | 27,27 | 9,45               | 5,64    | 4,00 | 4,18 | 550      |
| Nossa Senhora da Graça do Divor             | 53,52 | 24,22 | 5,47               | 7,81    | 3,13 | 1,95 | 256      |
| Nossa Senhora de Machede                    | 37,22 | 32,14 | 12,97              | 6,95    | 5,83 | 1,32 | 532      |
| São Sebastião da Giesteira e N.S. da Boa Fé | 38,19 | 35,92 | 11,91              | 3,21    | 2,84 | 2,84 | 529      |
| São Bento do Mato                           | 24,78 | 29,98 | 18,37              | 11,79   | 7,63 | 2,08 | 577      |
| São Manços e São Vicente do Pigeiro         | 21,17 | 61,89 | 6,84               | 2,28    | 4,89 | 0,49 | 614      |
| São Miguel de Machede                       | 39,67 | 35,26 | 11,29              | 4,41    | 4,96 | 1,10 | 363      |
| Torre de Coelheiros                         | 30,17 | 56,95 | 2,03               | 2,71    | 3,05 | 2,37 | 295      |
| Évora                                       | 27,44 | 26,27 | 19,07              | 12,71   | 6,81 | 3,80 | 23 374   |

#### Bacelo e Senhora da Saúde
| Partido                 | Partido                        | Votos  | %               | +/-   |
| ----------------------- | ------------------------------ | ------ | --------------- | ----- |
|                         | Coligação Democrática Unitária | 2 017  | 26,23 / 100,00  | 13,25 |
|                         | Partido Socialista             | 1 976  | 25,70 / 100,00  | 1,16  |
|                         | PSD-CDS-PPM-MPT                | 1 475  | 19,18 / 100,00  | -     |
|                         | NC-RIR                         | 1 069  | 13,90 / 100,00  | Novo  |
|                         | CHEGA                          | 535    | 6,96 / 100,00   | Novo  |
|                         | Bloco de Esquerda              | 314    | 4,08 / 100,00   | 0,98  |
| Votos Inválidos         | Votos Inválidos                | 304    | 3,95 / 100,00   | 1,54  |
| Total                   | Total                          | 7 690  | 100,00 / 100,00 |       |
| Eleitorado/Participação | Eleitorado/Participação        | 15 792 | 48,70 / 100,00  | 2,59  |

#### Canaviais
| Partido                 | Partido                        | Votos | %               | +/-   |
| ----------------------- | ------------------------------ | ----- | --------------- | ----- |
|                         | Partido Socialista             | 447   | 30,28 / 100,00  | 0,26  |
|                         | Coligação Democrática Unitária | 368   | 24,93 / 100,00  | 17,55 |
|                         | PSD-CDS-PPM-MPT                | 240   | 16,26 / 100,00  | -     |
|                         | NC-RIR                         | 195   | 13,21 / 100,00  | Novo  |
|                         | CHEGA                          | 108   | 7,32 / 100,00   | Novo  |
|                         | Bloco de Esquerda              | 56    | 3,79 / 100,00   | 0,67  |
| Votos Inválidos         | Votos Inválidos                | 62    | 4,20 / 100,00   | 1,02  |
| Total                   | Total                          | 1 476 | 100,00 / 100,00 |       |
| Eleitorado/Participação | Eleitorado/Participação        | 2 649 | 55,72 / 100,00  | 0,53  |

#### Évora
| Partido                 | Partido                        | Votos | %               | +/-   |
| ----------------------- | ------------------------------ | ----- | --------------- | ----- |
|                         | PSD-CDS-PPM-MPT                | 556   | 27,51 / 100,00  | -     |
|                         | Coligação Democrática Unitária | 494   | 24,44 / 100,00  | 12,36 |
|                         | Partido Socialista             | 376   | 18,60 / 100,00  | 0,20  |
|                         | NC-RIR                         | 277   | 13,71 / 100,00  | Novo  |
|                         | CHEGA                          | 136   | 6,73 / 100,00   | Novo  |
|                         | Bloco de Esquerda              | 91    | 4,50 / 100,00   | 1,70  |
| Votos Inválidos         | Votos Inválidos                | 91    | 4,51 / 100,00   | 0,41  |
| Total                   | Total                          | 2 021 | 100,00 / 100,00 |       |
| Eleitorado/Participação | Eleitorado/Participação        | 4 151 | 48,69 / 100,00  | 1,62  |

#### Malagueira e Horta das Figueiras
| Partido                 | Partido                        | Votos  | %               | +/-   |
| ----------------------- | ------------------------------ | ------ | --------------- | ----- |
|                         | Coligação Democrática Unitária | 2 243  | 26,48 / 100,00  | 13,82 |
|                         | Partido Socialista             | 1 919  | 22,65 / 100,00  | 0,27  |
|                         | PSD-CDS-PPM-MPT                | 1 794  | 21,18 / 100,00  | -     |
|                         | NC-RIR                         | 1 220  | 14,40 / 100,00  | Novo  |
|                         | CHEGA                          | 635    | 7,50 / 100,00   | Novo  |
|                         | Bloco de Esquerda              | 351    | 4,14 / 100,00   | 1,26  |
| Votos Inválidos         | Votos Inválidos                | 309    | 3,64 / 100,00   | 2,41  |
| Total                   | Total                          | 8 471  | 100,00 / 100,00 |       |
| Eleitorado/Participação | Eleitorado/Participação        | 18 475 | 45,85 / 100,00  | 0,08  |

#### N.S. da Tourega e N.S. de Guadalupe
| Partido                 | Partido                        | Votos | %               | +/-  |
| ----------------------- | ------------------------------ | ----- | --------------- | ---- |
|                         | Coligação Democrática Unitária | 248   | 45,09 / 100,00  | 8,21 |
|                         | Partido Socialista             | 150   | 27,27 / 100,00  | 5,17 |
|                         | PSD-CDS-PPM-MPT                | 52    | 9,45 / 100,00   | -    |
|                         | NC-RIR                         | 31    | 5,64 / 100,00   | Novo |
|                         | Bloco de Esquerda              | 23    | 4,18 / 100,00   | 0,10 |
|                         | CHEGA                          | 22    | 4,00 / 100,00   | Novo |
| Votos Inválidos         | Votos Inválidos                | 24    | 4,36 / 100,00   | 0,45 |
| Total                   | Total                          | 550   | 100,00 / 100,00 |      |
| Eleitorado/Participação | Eleitorado/Participação        | 846   | 65,01 / 100,00  | 1,40 |

#### Nossa Senhora da Graça do Divor
| Partido                 | Partido                        | Votos | %               | +/-   |
| ----------------------- | ------------------------------ | ----- | --------------- | ----- |
|                         | Coligação Democrática Unitária | 137   | 53,52 / 100,00  | 11,04 |
|                         | Partido Socialista             | 62    | 24,22 / 100,00  | 1,06  |
|                         | NC-RIR                         | 20    | 7,81 / 100,00   | Novo  |
|                         | PSD-CDS-PPM-MPT                | 14    | 5,47 / 100,00   | -     |
|                         | CHEGA                          | 8     | 3,13 / 100,00   | Novo  |
|                         | Bloco de Esquerda              | 5     | 1,95 / 100,00   | 0,86  |
| Votos Inválidos         | Votos Inválidos                | 10    | 3,91 / 100,00   | 0,75  |
| Total                   | Total                          | 256   | 100,00 / 100,00 |       |
| Eleitorado/Participação | Eleitorado/Participação        | 387   | 66,15 / 100,00  | 8,85  |

#### Nossa Senhora de Machede
| Partido                 | Partido                        | Votos | %               | +/-   |
| ----------------------- | ------------------------------ | ----- | --------------- | ----- |
|                         | Coligação Democrática Unitária | 198   | 37,22 / 100,00  | 17,29 |
|                         | Partido Socialista             | 171   | 32,14 / 100,00  | 11,96 |
|                         | PSD-CDS-PPM-MPT                | 69    | 12,97 / 100,00  | -     |
|                         | NC-RIR                         | 37    | 6,95 / 100,00   | Novo  |
|                         | CHEGA                          | 31    | 5,83 / 100,00   | Novo  |
|                         | Bloco de Esquerda              | 7     | 1,32 / 100,00   | 1,51  |
| Votos Inválidos         | Votos Inválidos                | 19    | 3,57 / 100,00   | 1,74  |
| Total                   | Total                          | 532   | 100,00 / 100,00 |       |
| Eleitorado/Participação | Eleitorado/Participação        | 805   | 66,09 / 100,00  | 1,74  |

#### São Sebastião da Giesteira e N.S. da Boa Fé
| Partido                 | Partido                        | Votos | %               | +/-   |
| ----------------------- | ------------------------------ | ----- | --------------- | ----- |
|                         | Coligação Democrática Unitária | 202   | 38,19 / 100,00  | 11,72 |
|                         | Partido Socialista             | 190   | 35,92 / 100,00  | 7,43  |
|                         | PSD-CDS-PPM-MPT                | 63    | 11,91 / 100,00  | -     |
|                         | NC-RIR                         | 17    | 3,21 / 100,00   | Novo  |
|                         | CHEGA                          | 15    | 2,84 / 100,00   | Novo  |
|                         | Bloco de Esquerda              | 15    | 2,84 / 100,00   | 1,03  |
| Votos Inválidos         | Votos Inválidos                | 27    | 5,10 / 100,00   | 0,20  |
| Total                   | Total                          | 529   | 100,00 / 100,00 |       |
| Eleitorado/Participação | Eleitorado/Participação        | 810   | 65,31 / 100,00  | 2,55  |

#### São Bento do Mato
| Partido                 | Partido                        | Votos | %               | +/-   |
| ----------------------- | ------------------------------ | ----- | --------------- | ----- |
|                         | Partido Socialista             | 173   | 29,98 / 100,00  | 11,32 |
|                         | Coligação Democrática Unitária | 143   | 24,78 / 100,00  | 3,52  |
|                         | PSD-CDS-PPM-MPT                | 106   | 18,37 / 100,00  | -     |
|                         | NC-RIR                         | 68    | 11,79 / 100,00  | Novo  |
|                         | CHEGA                          | 44    | 7,63 / 100,00   | Novo  |
|                         | Bloco de Esquerda              | 12    | 2,08 / 100,00   | 0,41  |
| Votos Inválidos         | Votos Inválidos                | 31    | 5,37 / 100,00   | 2,69  |
| Total                   | Total                          | 577   | 100,00 / 100,00 |       |
| Eleitorado/Participação | Eleitorado/Participação        | 917   | 62,92 / 100,00  | 8,38  |

#### São Manços e São Vicente do Pigeiro
| Partido                 | Partido                        | Votos | %               | +/-   |
| ----------------------- | ------------------------------ | ----- | --------------- | ----- |
|                         | Partido Socialista             | 380   | 61,89 / 100,00  | 12,03 |
|                         | Coligação Democrática Unitária | 130   | 21,17 / 100,00  | 14,83 |
|                         | PSD-CDS-PPM-MPT                | 42    | 6,84 / 100,00   | -     |
|                         | CHEGA                          | 30    | 4,89 / 100,00   | Novo  |
|                         | NC-RIR                         | 14    | 2,28 / 100,00   | Novo  |
|                         | Bloco de Esquerda              | 3     | 0,49 / 100,00   | 1,22  |
| Votos Inválidos         | Votos Inválidos                | 15    | 2,44 / 100,00   | 0,98  |
| Total                   | Total                          | 614   | 100,00 / 100,00 |       |
| Eleitorado/Participação | Eleitorado/Participação        | 1 000 | 61,40 / 100,00  | 4,70  |

#### São Miguel de Machede
| Partido                 | Partido                        | Votos | %               | +/-  |
| ----------------------- | ------------------------------ | ----- | --------------- | ---- |
|                         | Coligação Democrática Unitária | 144   | 39,67 / 100,00  | 1,52 |
|                         | Partido Socialista             | 128   | 35,26 / 100,00  | 6,14 |
|                         | PSD-CDS-PPM-MPT                | 41    | 11,29 / 100,00  | -    |
|                         | CHEGA                          | 18    | 4,96 / 100,00   | Novo |
|                         | NC-RIR                         | 16    | 4,41 / 100,00   | Novo |
|                         | Bloco de Esquerda              | 4     | 1,10 / 100,00   | 0,65 |
| Votos Inválidos         | Votos Inválidos                | 12    | 3,30 / 100,00   | 2,69 |
| Total                   | Total                          | 363   | 100,00 / 100,00 |      |
| Eleitorado/Participação | Eleitorado/Participação        | 604   | 60,10 / 100,00  | 2,07 |

#### Torre de Coelheiros
| Partido                 | Partido                        | Votos | %               | +/-  |
| ----------------------- | ------------------------------ | ----- | --------------- | ---- |
|                         | Partido Socialista             | 168   | 56,95 / 100,00  | 1,15 |
|                         | Coligação Democrática Unitária | 89    | 30,17 / 100,00  | 4,75 |
|                         | CHEGA                          | 9     | 3,05 / 100,00   | Novo |
|                         | NC-RIR                         | 8     | 2,71 / 100,00   | Novo |
|                         | Bloco de Esquerda              | 7     | 2,37 / 100,00   | 1,53 |
|                         | PSD-CDS-PPM-MPT                | 6     | 2,03 / 100,00   | -    |
| Votos Inválidos         | Votos Inválidos                | 8     | 2,71 / 100,00   | 0,75 |
| Total                   | Total                          | 295   | 100,00 / 100,00 |      |
| Eleitorado/Participação | Eleitorado/Participação        | 459   | 64,27 / 100,00  | 4,84 |

### Assembleia Municipal
| Freguesia                                   | %     | %     | %                  | %       | %    | %    | Votantes |
| Freguesia                                   | PS    | CDU   | PSD- CDS- PPM- MPT | NC- RIR | CH   | BE   | Votantes |
| ------------------------------------------- | ----- | ----- | ------------------ | ------- | ---- | ---- | -------- |
| Freguesia                                   |       |       |                    |         |      |      | Votantes |
| Bacelo e Senhora da Saúde                   | 25,66 | 24,02 | 19,53              | 14,18   | 7,60 | 4,93 | 7 686    |
| Canaviais                                   | 30,96 | 23,92 | 16,06              | 13,41   | 7,66 | 4,00 | 1 476    |
| Évora                                       | 18,80 | 20,83 | 27,56              | 13,71   | 7,47 | 6,98 | 2 021    |
| Malagueira e Horta das Figueiras            | 22,77 | 23,46 | 21,55              | 14,89   | 8,19 | 5,30 | 8 473    |
| N.S. da Tourega e N.S. de Guadalupe         | 26,73 | 43,82 | 10,18              | 5,45    | 4,55 | 4,36 | 550      |
| Nossa Senhora da Graça do Divor             | 22,27 | 55,86 | 5,86               | 6,64    | 3,52 | 1,56 | 256      |
| Nossa Senhora de Machede                    | 32,89 | 34,59 | 14,10              | 6,39    | 5,64 | 1,88 | 532      |
| São Sebastião da Giesteira e N.S. da Boa Fé | 39,32 | 32,89 | 10,78              | 3,40    | 3,78 | 3,78 | 529      |
| São Bento do Mato                           | 29,41 | 23,01 | 18,69              | 12,11   | 7,79 | 3,29 | 578      |
| São Manços e São Vicente do Pigeiro         | 61,07 | 21,01 | 7,00               | 2,12    | 5,54 | 0,81 | 614      |
| São Miguel de Machede                       | 35,81 | 36,09 | 12,40              | 4,96    | 5,79 | 2,20 | 363      |
| Torre de Coelheiros                         | 57,63 | 27,80 | 2,37               | 3,73    | 3,05 | 2,03 | 295      |
| Évora                                       | 26,40 | 24,92 | 19,37              | 13,00   | 7,42 | 4,81 | 23 373   |

#### Bacelo e Senhora da Saúde
| Partido                 | Partido                        | Votos  | %               | +/-   |
| ----------------------- | ------------------------------ | ------ | --------------- | ----- |
|                         | Partido Socialista             | 1 972  | 25,66 / 100,00  | 2,44  |
|                         | Coligação Democrática Unitária | 1 846  | 24,02 / 100,00  | 10,93 |
|                         | PSD-CDS-PPM-MPT                | 1 501  | 19,53 / 100,00  | -     |
|                         | NC-RIR                         | 1 090  | 14,18 / 100,00  | Novo  |
|                         | CHEGA                          | 584    | 7,60 / 100,00   | Novo  |
|                         | Bloco de Esquerda              | 379    | 4,93 / 100,00   | 1,31  |
| Votos Inválidos         | Votos Inválidos                | 314    | 4,09 / 100,00   | 1,83  |
| Total                   | Total                          | 7 686  | 100,00 / 100,00 |       |
| Eleitorado/Participação | Eleitorado/Participação        | 15 792 | 48,67 / 100,00  | 2,55  |

#### Canaviais
| Partido                 | Partido                        | Votos | %               | +/-   |
| ----------------------- | ------------------------------ | ----- | --------------- | ----- |
|                         | Partido Socialista             | 457   | 30,96 / 100,00  | 1,71  |
|                         | Coligação Democrática Unitária | 353   | 23,92 / 100,00  | 11,63 |
|                         | PSD-CDS-PPM-MPT                | 237   | 16,06 / 100,00  | -     |
|                         | NC-RIR                         | 198   | 13,41 / 100,00  | Novo  |
|                         | CHEGA                          | 113   | 7,66 / 100,00   | Novo  |
|                         | Bloco de Esquerda              | 59    | 4,00 / 100,00   | 0,87  |
| Votos Inválidos         | Votos Inválidos                | 59    | 4,00 / 100,00   | 1,77  |
| Total                   | Total                          | 1 476 | 100,00 / 100,00 |       |
| Eleitorado/Participação | Eleitorado/Participação        | 2 649 | 55,72 / 100,00  | 0,53  |

#### Évora
| Partido                 | Partido                        | Votos | %               | +/-   |
| ----------------------- | ------------------------------ | ----- | --------------- | ----- |
|                         | PSD-CDS-PPM-MPT                | 557   | 27,56 / 100,00  | -     |
|                         | Coligação Democrática Unitária | 421   | 20,83 / 100,00  | 11,48 |
|                         | Partido Socialista             | 380   | 18,80 / 100,00  | 0,05  |
|                         | NC-RIR                         | 277   | 13,71 / 100,00  | Novo  |
|                         | CHEGA                          | 151   | 7,47 / 100,00   | Novo  |
|                         | Bloco de Esquerda              | 141   | 6,98 / 100,00   | 0,46  |
| Votos Inválidos         | Votos Inválidos                | 94    | 4,65 / 100,00   | 1,03  |
| Total                   | Total                          | 2 021 | 100,00 / 100,00 |       |
| Eleitorado/Participação | Eleitorado/Participação        | 4 151 | 48,69 / 100,00  | 1,64  |

#### Malagueira e Horta das Figueiras
| Partido                 | Partido                        | Votos  | %               | +/-   |
| ----------------------- | ------------------------------ | ------ | --------------- | ----- |
|                         | Coligação Democrática Unitária | 1 988  | 23,46 / 100,00  | 12,51 |
|                         | Partido Socialista             | 1 929  | 22,77 / 100,00  | 1,53  |
|                         | PSD-CDS-PPM-MPT                | 1 826  | 21,55 / 100,00  | -     |
|                         | NC-RIR                         | 1 262  | 14,89 / 100,00  | Novo  |
|                         | CHEGA                          | 694    | 8,19 / 100,00   | Novo  |
|                         | Bloco de Esquerda              | 449    | 5,30 / 100,00   | 1,52  |
| Votos Inválidos         | Votos Inválidos                | 325    | 3,83 / 100,00   | 2,18  |
| Total                   | Total                          | 8 473  | 100,00 / 100,00 |       |
| Eleitorado/Participação | Eleitorado/Participação        | 18 475 | 45,86 / 100,00  | 0,09  |

#### N.S. da Tourega e N.S. de Guadalupe
| Partido                 | Partido                        | Votos | %               | +/-  |
| ----------------------- | ------------------------------ | ----- | --------------- | ---- |
|                         | Coligação Democrática Unitária | 241   | 43,82 / 100,00  | 8,76 |
|                         | Partido Socialista             | 147   | 26,73 / 100,00  | 6,23 |
|                         | PSD-CDS-PPM-MPT                | 56    | 10,18 / 100,00  | -    |
|                         | NC-RIR                         | 30    | 5,45 / 100,00   | Novo |
|                         | CHEGA                          | 25    | 4,55 / 100,00   | Novo |
|                         | Bloco de Esquerda              | 24    | 4,36 / 100,00   | 0,27 |
| Votos Inválidos         | Votos Inválidos                | 27    | 4,91 / 100,00   | 0,62 |
| Total                   | Total                          | 550   | 100,00 / 100,00 |      |
| Eleitorado/Participação | Eleitorado/Participação        | 846   | 65,01 / 100,00  | 1,40 |

#### Nossa Senhora da Graça do Divor
| Partido                 | Partido                        | Votos | %               | +/-  |
| ----------------------- | ------------------------------ | ----- | --------------- | ---- |
|                         | Coligação Democrática Unitária | 143   | 55,86 / 100,00  | 8,35 |
|                         | Partido Socialista             | 57    | 22,27 / 100,00  | 1,94 |
|                         | NC-RIR                         | 17    | 6,64 / 100,00   | Novo |
|                         | PSD-CDS-PPM-MPT                | 15    | 5,86 / 100,00   | -    |
|                         | CHEGA                          | 9     | 3,52 / 100,00   | Novo |
|                         | Bloco de Esquerda              | 4     | 1,56 / 100,00   | 1,60 |
| Votos Inválidos         | Votos Inválidos                | 11    | 4,30 / 100,00   | 2,20 |
| Total                   | Total                          | 256   | 100,00 / 100,00 |      |
| Eleitorado/Participação | Eleitorado/Participação        | 387   | 66,15 / 100,00  | 8,85 |

#### Nossa Senhora de Machede
| Partido                 | Partido                        | Votos | %               | +/-   |
| ----------------------- | ------------------------------ | ----- | --------------- | ----- |
|                         | Coligação Democrática Unitária | 184   | 34,59 / 100,00  | 17,98 |
|                         | Partido Socialista             | 175   | 32,89 / 100,00  | 12,89 |
|                         | PSD-CDS-PPM-MPT                | 75    | 14,10 / 100,00  | -     |
|                         | NC-RIR                         | 34    | 6,39 / 100,00   | Novo  |
|                         | CHEGA                          | 30    | 5,64 / 100,00   | Novo  |
|                         | Bloco de Esquerda              | 10    | 1,88 / 100,00   | 1,48  |
| Votos Inválidos         | Votos Inválidos                | 24    | 4,51 / 100,00   | 1,33  |
| Total                   | Total                          | 532   | 100,00 / 100,00 |       |
| Eleitorado/Participação | Eleitorado/Participação        | 805   | 66,09 / 100,00  | 1,74  |

#### São Sebastião da Giesteira e N.S. da Boa Fé
| Partido                 | Partido                        | Votos | %               | +/-  |
| ----------------------- | ------------------------------ | ----- | --------------- | ---- |
|                         | Partido Socialista             | 208   | 39,32 / 100,00  | 6,29 |
|                         | Coligação Democrática Unitária | 174   | 32,89 / 100,00  | 7,58 |
|                         | PSD-CDS-PPM-MPT                | 57    | 10,78 / 100,00  | -    |
|                         | CHEGA                          | 20    | 3,78 / 100,00   | Novo |
|                         | Bloco de Esquerda              | 20    | 3,78 / 100,00   | 1,60 |
|                         | NC-RIR                         | 18    | 3,40 / 100,00   | Novo |
| Votos Inválidos         | Votos Inválidos                | 32    | 6,05 / 100,00   | 0,42 |
| Total                   | Total                          | 529   | 100,00 / 100,00 |      |
| Eleitorado/Participação | Eleitorado/Participação        | 810   | 65,31 / 100,00  | 2,55 |

#### São Bento do Mato
| Partido                 | Partido                        | Votos | %               | +/-   |
| ----------------------- | ------------------------------ | ----- | --------------- | ----- |
|                         | Partido Socialista             | 170   | 29,41 / 100,00  | 14,95 |
|                         | Coligação Democrática Unitária | 133   | 23,01 / 100,00  | 1,66  |
|                         | PSD-CDS-PPM-MPT                | 108   | 18,69 / 100,00  | -     |
|                         | NC-RIR                         | 70    | 12,11 / 100,00  | Novo  |
|                         | CHEGA                          | 45    | 7,79 / 100,00   | Novo  |
|                         | Bloco de Esquerda              | 19    | 3,29 / 100,00   | 0,61  |
| Votos Inválidos         | Votos Inválidos                | 33    | 5,71 / 100,00   | 3,42  |
| Total                   | Total                          | 578   | 100,00 / 100,00 |       |
| Eleitorado/Participação | Eleitorado/Participação        | 917   | 63,03 / 100,00  | 8,49  |

#### São Manços e São Vicente do Pigeiro
| Partido                 | Partido                        | Votos | %               | +/-   |
| ----------------------- | ------------------------------ | ----- | --------------- | ----- |
|                         | Partido Socialista             | 375   | 61,07 / 100,00  | 10,50 |
|                         | Coligação Democrática Unitária | 129   | 21,01 / 100,00  | 12,13 |
|                         | PSD-CDS-PPM-MPT                | 43    | 7,00 / 100,00   | -     |
|                         | CHEGA                          | 34    | 5,54 / 100,00   | Novo  |
|                         | NC-RIR                         | 13    | 2,12 / 100,00   | Novo  |
|                         | Bloco de Esquerda              | 5     | 0,81 / 100,00   | 1,33  |
| Votos Inválidos         | Votos Inválidos                | 15    | 2,44 / 100,00   | 1,85  |
| Total                   | Total                          | 614   | 100,00 / 100,00 |       |
| Eleitorado/Participação | Eleitorado/Participação        | 1 000 | 61,40 / 100,00  | 4,70  |

#### São Miguel de Machede
| Partido                 | Partido                        | Votos | %               | +/-  |
| ----------------------- | ------------------------------ | ----- | --------------- | ---- |
|                         | Coligação Democrática Unitária | 131   | 36,09 / 100,00  | 1,43 |
|                         | Partido Socialista             | 130   | 35,81 / 100,00  | 4,09 |
|                         | PSD-CDS-PPM-MPT                | 45    | 12,40 / 100,00  | -    |
|                         | CHEGA                          | 21    | 5,79 / 100,00   | Novo |
|                         | NC-RIR                         | 18    | 4,96 / 100,00   | Novo |
|                         | Bloco de Esquerda              | 8     | 2,20 / 100,00   | 1,29 |
| Votos Inválidos         | Votos Inválidos                | 10    | 2,75 / 100,00   | 4,24 |
| Total                   | Total                          | 363   | 100,00 / 100,00 |      |
| Eleitorado/Participação | Eleitorado/Participação        | 604   | 60,10 / 100,00  | 2,07 |

#### Torre de Coelheiros
| Partido                 | Partido                        | Votos | %               | +/-  |
| ----------------------- | ------------------------------ | ----- | --------------- | ---- |
|                         | Partido Socialista             | 170   | 57,63 / 100,00  | 0,47 |
|                         | Coligação Democrática Unitária | 82    | 27,80 / 100,00  | 7,95 |
|                         | NC-RIR                         | 11    | 3,73 / 100,00   | Novo |
|                         | CHEGA                          | 9     | 3,05 / 100,00   | Novo |
|                         | PSD-CDS-PPM-MPT                | 7     | 2,37 / 100,00   | -    |
|                         | Bloco de Esquerda              | 6     | 2,03 / 100,00   | 1,19 |
| Votos Inválidos         | Votos Inválidos                | 10    | 3,38 / 100,00   | 1,98 |
| Total                   | Total                          | 295   | 100,00 / 100,00 |      |
| Eleitorado/Participação | Eleitorado/Participação        | 459   | 64,27 / 100,00  | 4,84 |

### Juntas de Freguesia

#### Bacelo e Senhora da Saúde
| Partido                 | Partido                        | Votos  | %               | +/-   | Mandatos | +/-     |
| ----------------------- | ------------------------------ | ------ | --------------- | ----- | -------- | ------- |
|                         | Partido Socialista             | 2 153  | 28,03 / 100,00  | 4,54  | 4 / 13   | 1       |
|                         | Coligação Democrática Unitária | 1 828  | 23,80 / 100,00  | 10,87 | 3 / 13   | 2       |
|                         | PSD-CDS-PPM-MPT                | 1 420  | 18,48 / 100,00  | -     | 3 / 13   | -       |
|                         | NC-RIR                         | 1 086  | 14,14 / 100,00  | Novo  | 2 / 13   | Novo    |
|                         | CHEGA                          | 522    | 6,80 / 100,00   | Novo  | 1 / 13   | Novo    |
|                         | Bloco de Esquerda              | 368    | 4,79 / 100,00   | 1,16  | 0 / 13   | Estável |
| Votos Inválidos         | Votos Inválidos                | 305    | 3,97 / 100,00   | 1,99  |          |         |
| Total                   | Total                          | 7 682  | 100,00 / 100,00 |       | 13 / 13  |         |
| Eleitorado/Participação | Eleitorado/Participação        | 15 792 | 48,64 / 100,00  | 2,53  |          |         |

#### Canaviais
| Partido                 | Partido                        | Votos | %               | +/-   | Mandatos | +/-     |
| ----------------------- | ------------------------------ | ----- | --------------- | ----- | -------- | ------- |
|                         | Partido Socialista             | 574   | 38,89 / 100,00  | 13,79 | 5 / 9    | Estável |
|                         | Coligação Democrática Unitária | 313   | 21,21 / 100,00  | 6,33  | 2 / 9    | 1       |
|                         | PSD-CDS-PPM-MPT                | 217   | 14,70 / 100,00  | -     | 1 / 9    | -       |
|                         | NC-RIR                         | 158   | 10,70 / 100,00  | Novo  | 1 / 9    | Novo    |
|                         | CHEGA                          | 109   | 7,38 / 100,00   | Novo  | 0 / 9    | Novo    |
|                         | Bloco de Esquerda              | 46    | 3,12 / 100,00   | -     | 0 / 9    | -       |
| Votos Inválidos         | Votos Inválidos                | 59    | 3,99 / 100,00   | 0,81  |          |         |
| Total                   | Total                          | 1 476 | 100,00 / 100,00 |       | 9 / 9    |         |
| Eleitorado/Participação | Eleitorado/Participação        | 2 649 | 55,72 / 100,00  | 0,53  |          |         |

#### Évora
| Partido                 | Partido                        | Votos | %               | +/-   | Mandatos | +/-     |
| ----------------------- | ------------------------------ | ----- | --------------- | ----- | -------- | ------- |
|                         | PSD-CDS-PPM-MPT                | 554   | 27,41 / 100,00  | -     | 3 / 9    | -       |
|                         | Coligação Democrática Unitária | 432   | 21,38 / 100,00  | 10,91 | 2 / 9    | 2       |
|                         | Partido Socialista             | 383   | 18,95 / 100,00  | 1,36  | 2 / 9    | Estável |
|                         | NC-RIR                         | 291   | 14,40 / 100,00  | Novo  | 1 / 9    | Novo    |
|                         | CHEGA                          | 154   | 7,62 / 100,00   | Novo  | 1 / 9    | Novo    |
|                         | Bloco de Esquerda              | 107   | 5,29 / 100,00   | 2,76  | 0 / 9    | Estável |
| Votos Inválidos         | Votos Inválidos                | 100   | 4,94 / 100,00   | 0,98  |          |         |
| Total                   | Total                          | 2 021 | 100,00 / 100,00 |       | 9 / 9    |         |
| Eleitorado/Participação | Eleitorado/Participação        | 4 151 | 48,69 / 100,00  | 1,62  |          |         |

#### Malagueira e Horta das Figueiras
| Partido                 | Partido                        | Votos  | %               | +/-   | Mandatos | +/-     |
| ----------------------- | ------------------------------ | ------ | --------------- | ----- | -------- | ------- |
|                         | Partido Socialista             | 2 018  | 23,82 / 100,00  | 1,32  | 4 / 13   | Estável |
|                         | Coligação Democrática Unitária | 1 990  | 23,49 / 100,00  | 12,79 | 3 / 13   | 2       |
|                         | PSD-CDS-PPM-MPT                | 1 691  | 19,96 / 100,00  | -     | 3 / 13   | -       |
|                         | NC-RIR                         | 1 278  | 15,08 / 100,00  | Novo  | 2 / 13   | Novo    |
|                         | CHEGA                          | 735    | 8,68 / 100,00   | Novo  | 1 / 13   | Novo    |
|                         | Bloco de Esquerda              | 433    | 5,11 / 100,00   | 2,05  | 0 / 13   | 1       |
| Votos Inválidos         | Votos Inválidos                | 327    | 3,86 / 100,00   | 3,25  |          |         |
| Total                   | Total                          | 8 472  | 100,00 / 100,00 |       | 13 / 13  |         |
| Eleitorado/Participação | Eleitorado/Participação        | 18 475 | 45,86 / 100,00  | 0,09  |          |         |

#### N.S. da Tourega e N.S. de Guadalupe
| Partido                 | Partido                        | Votos | %               | +/-   | Mandatos | +/- |
| ----------------------- | ------------------------------ | ----- | --------------- | ----- | -------- | --- |
|                         | Coligação Democrática Unitária | 298   | 54,08 / 100,00  | 8,49  | 4 / 7    | 2   |
|                         | Partido Socialista             | 163   | 29,58 / 100,00  | 12,11 | 2 / 7    | 1   |
|                         | PSD-CDS-PPM-MPT                | 64    | 11,62 / 100,00  | -     | 1 / 7    | -   |
| Votos Inválidos         | Votos Inválidos                | 26    | 4,72 / 100,00   | 0,27  |          |     |
| Total                   | Total                          | 551   | 100,00 / 100,00 |       | 7 / 7    |     |
| Eleitorado/Participação | Eleitorado/Participação        | 846   | 65,13 / 100,00  | 1,52  |          |     |

#### Nossa Senhora da Graça do Divor
| Partido                 | Partido                        | Votos | %               | +/-  | Mandatos | +/-     |
| ----------------------- | ------------------------------ | ----- | --------------- | ---- | -------- | ------- |
|                         | Coligação Democrática Unitária | 142   | 55,47 / 100,00  | 4,53 | 5 / 7    | Estável |
|                         | Partido Socialista             | 85    | 33,20 / 100,00  | 4,78 | 2 / 7    | Estável |
|                         | PSD-CDS-PPM-MPT                | 16    | 6,25 / 100,00   | -    | 0 / 7    | -       |
| Votos Inválidos         | Votos Inválidos                | 13    | 5,08 / 100,00   | 1,58 |          |         |
| Total                   | Total                          | 256   | 100,00 / 100,00 |      | 7 / 7    |         |
| Eleitorado/Participação | Eleitorado/Participação        | 387   | 66,15 / 100,00  | 8,85 |          |         |

#### Nossa Senhora de Machede
| Partido                 | Partido                                | Votos | %               | +/-   | Mandatos | +/-     |
| ----------------------- | -------------------------------------- | ----- | --------------- | ----- | -------- | ------- |
|                         | Machede Movimento Popular Independente | 211   | 39,66 / 100,00  | 12,91 | 3 / 7    | 2       |
|                         | Partido Socialista                     | 151   | 28,38 / 100,00  | -     | 2 / 7    | -       |
|                         | Coligação Democrática Unitária         | 111   | 20,86 / 100,00  | 10,64 | 2 / 7    | Estável |
|                         | PSD-CDS-PPM-MPT                        | 44    | 8,27 / 100,00   | -     | 0 / 7    | -       |
| Votos Inválidos         | Votos Inválidos                        | 15    | 2,82 / 100,00   | 1,07  |          |         |
| Total                   | Total                                  | 532   | 100,00 / 100,00 |       | 7 / 7    |         |
| Eleitorado/Participação | Eleitorado/Participação                | 805   | 66,09 / 100,00  | 1,74  |          |         |

#### São Sebastião da Giesteira e N.S. da Boa Fé
| Partido                 | Partido                        | Votos | %               | +/-   | Mandatos | +/-     |
| ----------------------- | ------------------------------ | ----- | --------------- | ----- | -------- | ------- |
|                         | Partido Socialista             | 329   | 62,19 / 100,00  | 19,00 | 5 / 7    | 2       |
|                         | Coligação Democrática Unitária | 130   | 24,57 / 100,00  | 1,02  | 2 / 7    | Estável |
|                         | PSD-CDS-PPM-MPT                | 43    | 8,13 / 100,00   | -     | 0 / 7    | -       |
| Votos Inválidos         | Votos Inválidos                | 27    | 5,10 / 100,00   | 0,20  |          |         |
| Total                   | Total                          | 529   | 100,00 / 100,00 |       | 7 / 7    |         |
| Eleitorado/Participação | Eleitorado/Participação        | 810   | 65,31 / 100,00  | 2,55  |          |         |

#### São Bento do Mato
| Partido                 | Partido                                     | Votos | %               | +/-   | Mandatos | +/-     |
| ----------------------- | ------------------------------------------- | ----- | --------------- | ----- | -------- | ------- |
|                         | Movimento Independente de Coesão Azarujense | 333   | 57,61 / 100,00  | Novo  | 5 / 7    | Novo    |
|                         | Partido Socialista                          | 116   | 20,07 / 100,00  | 25,44 | 1 / 7    | 3       |
|                         | Coligação Democrática Unitária1             | 62    | 10,73 / 100,00  | 8,96  | 1 / 7    | Estável |
|                         | PSD-CDS-PPM-MPT                             | 52    | 9,00 / 100,00   | -     | 0 / 7    | -       |
| Votos Inválidos         | Votos Inválidos                             | 15    | 2,59 / 100,00   | 0,86  |          |         |
| Total                   | Total                                       | 578   | 100,00 / 100,00 |       | 7 / 7    |         |
| Eleitorado/Participação | Eleitorado/Participação                     | 917   | 63,03 / 100,00  | 8,49  |          |         |

#### São Manços e São Vicente do Pigeiro
| Partido                 | Partido                        | Votos | %               | +/-   | Mandatos | +/-     |
| ----------------------- | ------------------------------ | ----- | --------------- | ----- | -------- | ------- |
|                         | Partido Socialista             | 437   | 71,17 / 100,00  | 11,17 | 6 / 7    | Estável |
|                         | Coligação Democrática Unitária | 123   | 20,03 / 100,00  | 9,83  | 1 / 7    | 2       |
|                         | PSD-CDS-PPM-MPT                | 26    | 4,23 / 100,00   | -     | 0 / 7    | -       |
| Votos Inválidos         | Votos Inválidos                | 28    | 4,56 / 100,00   | 1,42  |          |         |
| Total                   | Total                          | 614   | 100,00 / 100,00 |       | 7 / 7    | 2       |
| Eleitorado/Participação | Eleitorado/Participação        | 1 000 | 61,40 / 100,00  | 4,70  |          |         |

#### São Miguel de Machede
| Partido                 | Partido                        | Votos | %               | +/-  | Mandatos | +/-     |
| ----------------------- | ------------------------------ | ----- | --------------- | ---- | -------- | ------- |
|                         | Partido Socialista             | 173   | 47,66 / 100,00  | 2,46 | 4 / 7    | Estável |
|                         | Coligação Democrática Unitária | 111   | 30,58 / 100,00  | 3,90 | 2 / 7    | Estável |
|                         | PSD-CDS-PPM-MPT                | 68    | 2,37 / 100,00   | -    | 1 / 7    | -       |
| Votos Inválidos         | Votos Inválidos                | 11    | 3,03 / 100,00   | 4,20 |          |         |
| Total                   | Total                          | 363   | 100,00 / 100,00 |      | 7 / 7    |         |
| Eleitorado/Participação | Eleitorado/Participação        | 604   | 60,10 / 100,00  | 2,07 |          |         |

#### Torre de Coelheiros
| Partido                 | Partido                        | Votos | %               | +/-  | Mandatos | +/-     |
| ----------------------- | ------------------------------ | ----- | --------------- | ---- | -------- | ------- |
|                         | Partido Socialista             | 200   | 67,80 / 100,00  | 6,63 | 5 / 7    | Estável |
|                         | Coligação Democrática Unitária | 82    | 27,80 / 100,00  | 6,00 | 2 / 7    | Estável |
|                         | PSD-CDS-PPM-MPT                | 4     | 1,36 / 100,00   | -    | 0 / 7    | -       |
| Votos Inválidos         | Votos Inválidos                | 9     | 3,05 / 100,00   | 0,81 |          |         |
| Total                   | Total                          | 295   | 100,00 / 100,00 |      | 7 / 7    |         |
| Eleitorado/Participação | Eleitorado/Participação        | 459   | 64,27 / 100,00  | 4,84 |          |         |

| Freguesia                                   | 2017-2021 | 2017-2021                      | 2017-2021      | 2021-2025 | 2021-2025                      | 2021-2025      |
| ------------------------------------------- | --------- | ------------------------------ | -------------- | --------- | ------------------------------ | -------------- |
| Bacelo e Senhora da Saúde                   |           | Coligação Democrática Unitária | 34,67 / 100,00 |           | Partido Socialista             | 28,03 / 100,00 |
| Canaviais                                   |           | Partido Socialista             | 52,68 / 100,00 |           | Partido Socialista             | 38,89 / 100,00 |
| Évora                                       |           | Coligação Democrática Unitária | 32,29 / 100,00 |           | PSD-CDS-PPM-MPT                | 27,41 / 100,00 |
| Malagueira e Horta das Figueiras            |           | Coligação Democrática Unitária | 36,28 / 100,00 |           | Partido Socialista             | 23,82 / 100,00 |
| N.S. da Tourega e N.S. de Guadalupe         |           | Coligação Democrática Unitária | 62,57 / 100,00 |           | Coligação Democrática Unitária | 54,08 / 100,00 |
| Nossa Senhora da Graça do Divor             |           | Coligação Democrática Unitária | 60,00 / 100,00 |           | Coligação Democrática Unitária | 55,47 / 100,00 |
| Nossa Senhora de Machede                    |           | Grupo de Cidadãos              | 52,57 / 100,00 |           | Grupo de Cidadãos              | 39,66 / 100,00 |
| São Sebastião da Giesteira e N.S. da Boa Fé |           | Partido Socialista             | 43,19 / 100,00 |           | Partido Socialista             | 62,19 / 100,00 |
| São Bento do Mato                           |           | Partido Socialista             | 45,51 / 100,00 |           | Grupo de Cidadãos              | 57,61 / 100,00 |
| São Manços e São Vicente do Pigeiro         |           | Partido Socialista             | 60,00 / 100,00 |           | Partido Socialista             | 71,17 / 100,00 |
| São Miguel de Machede                       |           | Partido Socialista             | 50,12 / 100,00 |           | Partido Socialista             | 47,66 / 100,00 |
| Torre de Coelheiros                         |           | Partido Socialista             | 61,17 / 100,00 |           | Partido Socialista             | 67,80 / 100,00 |